# Hieracium erythropoecilum
Hieracium erythropoecilum es una especie de planta con flor del género Hieracium, de la familia Asteraceae, orden Asterales.

## Distribución
Hieracium erythropoecilum se distribuye por Noruega y Suecia.

## Taxonomía
Fue descrita científicamente por Dahlst. Fue publicada en Ark. Bot.